# Luigi Vitto
Luigi Vitto (Alessandria, 21 maggio 1919 – Alessandria, 12 ottobre 1981) è stato un calciatore e allenatore di calcio italiano, di ruolo centrocampista.

## Carriera

### Calciatore
Debuttò in Serie B con l'Alessandria nel 1938-1939, disputando con i grigi cinque tornei cadetti prima dell'interruzione dovuta all'evolversi delle vicende relative alla seconda guerra mondiale ed il Campionato Alta Italia del 1944.
Dopo la guerra, giocò ancora con l'Alessandria nel campionato misto di Serie B-C Alta Italia 1945-1946 prima di passare al Parma, con cui disputò tre campionati di Serie B e collezionò 106 presenze.
Nel 1949 fece ritorno all'Alessandria, con cui retrocesse in C al termine della stagione 1949-1950; giocò per tre anni in Serie C e raggiunse nuovamente la Serie B nella stagione 1952-1953. Con l'Alessandria collezionò complessivamente 100 presenze e 2 reti nei sette tornei cadetti disputati. Avendo disputato un totale di 245 gare di campionato in maglia grigia, risulta essere il quinto calciatore più presente nella storia dell'Alessandria.
Lasciata l'Alessandria, passò alla Novese, in IV Serie, diventandone poi allenatore.

### Allenatore
Le prime esperienze da allenatore furono con Novese, a più riprese, ed Asti, in IV Serie.
Allenò l'Alessandria, in Serie B, nel corso della stagione 1963-1964; subentrò a stagione iniziata ad Angelo Franzosi e venne a sua volta sostituito prima della fine della stagione da Anselmo Giorcelli.
Allenò poi la Valenzana, l'Albese (con cui vinse la Serie D 1977-1978), l'Acqui e le giovanili dell'Alessandria per breve tempo, prima della morte per pancreatite che lo colse all'età di 62 anni.

## Palmarès

### Giocatore

#### Competizioni nazionali
- Serie B: 1

Alessandria: 1945-1946